# Royal Border Bridge

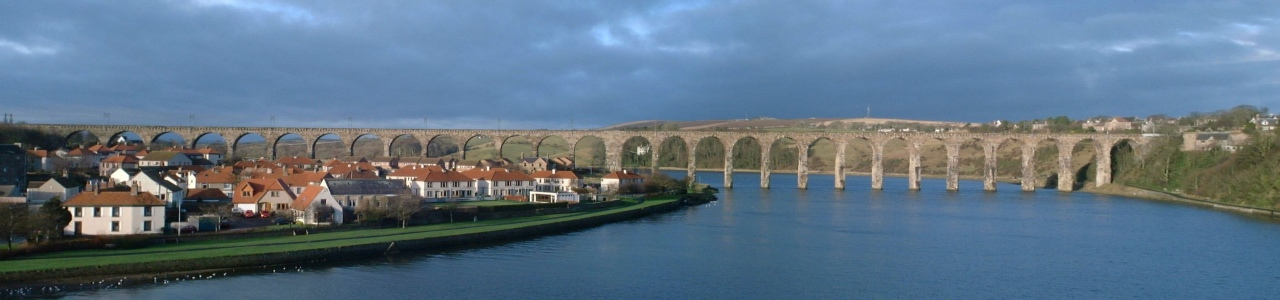
Royal Border Bridge

Die Royal Border Bridge ist ein 658 m langes Eisenbahnviadukt zwischen Berwick-upon-Tweed und dessen Ortsteil Tweedmouth. Die Eisenbahn überquert dabei die Mündung des Flusses Tweed in die Nordsee. Über 28 Bögen in einer Höhe von 38 m verläuft die East Coast Main Line über die Brücke, die symbolisch mit königlichem Plazet den Übergang von England nach Schottland markiert. Der heutige Grenzpunkt befindet sich ein paar Meilen weiter im Norden.
Entworfen und erbaut wurde die Brücke unter Leitung von Robert Stephenson zwischen 1847 und 1850 und in einer zwölfminütigen Zeremonie durch Königin Viktoria offiziell eröffnet.